# کاژمیرکوو
کاژمیرکوو (به لهستانی:  Kazimierków) یک روستا در لهستان است که در گمینا وارکا واقع شده‌است.
 کاژمیرکوو  ۱۰۰ نفر جمعیت دارد.